# Saturn Sports Cars
Saturn Sports Cars Limited war ein britischer Hersteller von Automobilen.

## Unternehmensgeschichte
Andrew Paul Hugill gründete am 20. August 2009 das Unternehmen in Hartlepool in der Grafschaft Durham. Andy Smales war ebenfalls im Unternehmen tätig. Sie begannen im gleichen Jahr mit der Produktion von Automobilen und Kits. Der Markenname lautete Saturn. 2012 endete die Produktion. Am 2. April 2013 wurde das Unternehmen aufgelöst. Die Verbindung zu NTS Engineering ist unklar.
Insgesamt entstanden bereits in den ersten beiden Jahren etwa zehn Exemplare.

## Fahrzeuge
Im Angebot standen Fahrzeuge im Stil des Lotus Seven. Die offene Karosserie bot Platz für zwei Personen. Erstes Modell war der Roadster. Viele Teile, so auch der Motor, kamen vom Ford Sierra. 2011 ergänzte der Roadster RW 460 das Sortiment. Er hatte einen Wankelmotor vom Mazda RX-8.